# Пэк Сын Хо
Пэк Сын Хо (кор. 백승호?, 白昇浩?; род. 17 марта 1997, Сувон) — южнокорейский футболист, полузащитник и нападающий клуба «Чонбук Хёндэ Моторс» и национальной сборной Республики Корея.

## Клубная карьера
Родился 17 марта 1997 года в городе Сувон. Футболом начал заниматься в корейской футбольной школе Seoul Daedong Elementary School. В 2010 году продолжил тренировки в спортивной школе клуба «Сувон Самсунг Блюуингз».
В 2013 году переехал в Испанию и начал заниматься в академии клуба «Барселона». Во взрослом футболе дебютировал в 2016 году выступлениями за «Барселону B» которая выступала в дивизионе Сегунде Б (четвёртый по значимости дивизион в системе футбольных лиг Испании), в клубе провёл один сезон, принял участите в двух матчах. В 2017 году на правах свободного агента перешёл в другой клуб Сегунды Б «Пералада». Провёл в нём два сезона, принял участие в 55 матчах отличился двумя голами.
В 2019 году на протяжении трёх матчей защищал цвета клуба «Жирона», которая выступала во втором испанском дивизионе. В основном составе закрепиться не смог и вскоре перешёл в немецкий клуб «Дармштадт 98», в составе которого провёл следующие два года своей карьеры игрока. Играя в составе «Дармштадта» в большинстве своём выходил на поле в основном составе команды.
К составу клуба «Чонбук Хёнде Моторс» присоединился в 2021 году. По состоянию на 14 ноября 2022 года отыграл за команду из города Чонджу более 50 матчей в национальном чемпионате.

## Выступления за сборные
В 2015 году дебютировал в составе юношеской сборной Южной Кореи (U-19), всего на юношеском уровне принял участие в 2 играх, отличившись одним забитым голом.
В течение 2017—2021 годов привлекался к составу молодёжной сборной Южной Кореи. На молодёжном уровне сыграл в 5 официальных матчей.
11 июня 2019 году дебютировал в официальных матчах в составе национальной сборной Южной Кореи в товарищеской игре против сборной Ирана (1:1). Первый мяч за сборную забил в январе 2022 года в товарищеском поединке против сборной Исландии (5:1).
В ноябре 2022 года был включён в окончательный список футболистов которые попали в заявку сборной Южной Кореи для участия в матчах чемпионата мира 2022 года в Катаре. На чемпионате мира в матче 1/8 финала забил мяч в ворота сборной Бразилии, матч завершился со счетом 1:4. 